# 北盛鎮
北盛鎮（ほくせいちん）は中華人民共和国湖南省長沙市瀏陽市の鎮。

## 行政区画
- 北盛倉社区
- 烏竜社区（旧制烏竜社区、聯芳村を母体に新制烏竜社区が発足。）
- 抜茅村
- 馬戦村
- 卓然村
- 環園村
- 泉水村（閘口村、波揚村、芭蕉村を母体に新制泉水村が発足。）
- 百塘村
- 窯金村
- 燕舞洲村
- 辺洲村
- 亜洲湖村[2]

## 経済

### 名物・特産品
- コムギ
- トウモロコシ
- イネ
- ラッカセイ
- モモ
- ニワトリ
- イノシシ

## 地理
北盛鎮は瀏陽市の北西部に位置し、北は沙市鎮と、西は永安鎮と、東は蕉渓鎮・淳口鎮と、南は洞陽鎮とそれぞれ接している。
- 河川：撈刀河

## 教育
- 北盛中学
- 瀏陽市第六中学

## 医薬
- 瀏陽市北盛医院（瀏陽市第三人民医院）

## 交通

### 道路
- 瀏醴高速道路

## 観光
- 王震故居

## 出身有名人
- 王震：元中華人民共和国副主席